# Daniel Cazés
Daniel Cazés Menache (Ciudad de México, 13 de septiembre de 1939 - 20 de diciembre de 2012), más conocido como Daniel Cazés, fue un antropólogo, lingüista, humanista, profesor e investigador mexicano que trabajó sobre todo para la Universidad Nacional Autónoma de México, además de muchas otras instituciones. Fue consejero de la Comisión de Derechos Humanos durante el periodo 2002-2009 y autor de muchos textos sobre cuestiones étnicas, democracia y género, área esta última donde llegó a ser considerado un teórico de las masculinidades.[cita requerida]

## Primeros estudios
Nacido en el seno de una familia mexicana de origen judío, Daniel Cazés Menache estudió la licenciatura en lingüística en la Escuela Nacional de Antropología e Historia (1963) y la maestría en antropología en la Facultad de Filosofía y Letras de la UNAM, donde también inició el doctorado (1967-1969), grado que finalmente obtuvo, en lingüística, en la Sorbona (1973). Realizó también estudios en Jerusalén (1958-1959), en Grenoble (1963) y en Montevideo (1965-1966). En Francia tomó, durante la década de 1970, talleres y seminarios impartidos por Michel Foucault, Roland Barthes y Claude Lévi-Strauss.

## Logros académicos y administrativo
Llegó a ser investigador titular en el Centro de Investigaciones Interdisciplinarias en Ciencias y Humanidades (CEIICH) de la UNAM. Fue director de esa instancia de 2000 a 2008.
Realizó también multitud de investigaciones para la Escuela Nacional de Antropología e Historia (ENAH), la Universidad Iberoamericana, la Universidad Autónoma Metropolitana y las universidades de 19 estados del país.[cita requerida]

### Algunos de sus principales proyectos
- Con Mauricio Swadesh creó la Sección de Investigaciones Lingüísticas del Centro de Cálculo Electrónico de la UNAM (1963), de la que fue coordinador hasta 1967; también con Mauricio Swadesh y con Alberto Ruz, apoyados por Rubén Bonifaz Nuño y por Javier Barros Sierra, fundó el Seminario de Estudios de la Escritura Maya en la Coordinación de Humanidades de la UNAM, donde también fue director y editó el Boletín y los Cuadernos (1967-1970).
- Con Bernard Pottier organizó el Equipo de Investigaciones en Lingüística Amerindia del Centro Nacional para la Investigación Científica en Francia, donde laboró una década (1970-1980).
- Con Javier Mena creó el Colegio de Antropología de la Universidad Autónoma de Puebla (1979), del que fue coordinador hasta 1981, cuando fue nombrado Secretario General de esa institución (1981-1985), donde editó los Cuadernos de Debate y otras publicaciones del Consejo Universitario.

## Teórico de las masculinidades
Pionero en la construcción de la "corriente crítica de las masculinidades”, orientación teórica política que asume "que la relación entre los géneros es opresiva y enajenante y ha de reconstruirse con base en una ética que permita la construcción permanente de la equidad en los ámbitos privados e íntimos, como en los públicos y sociales", Daniel Cazés fue considerado un "teórico de las masculinidades". Impartió talleres con hombres, con objeto de "crear una alternativa que surgiera desde la condición masculina para contribuir a la democratización de las relaciones de género, que no significara exclusivamente el apoyo al feminismo activo y a las mujeres violentadas”. Consideraba que "los hombres cambiamos ciertamente con lentitud y nuestras resistencias se reducen muy paulatinamente; mientras que las mujeres perciben los cambios en sus vidas como beneficios inmediatos o futuros que provienen de la construcción de alternativas y de su acceso a recursos antes inalcanzables, las transformaciones críticas en las vidas de los hombres son vividas como pérdidas de privilegios y prerrogativas”.[cita requerida]
En la revista Omnia Estudios de Género, de la Dirección General de Estudios de Posgrado de la UNAM, publicó los logros de los talleres que llevó a cabo con varones de América Latina en el Laboratorio de Exploración de las Masculinidades.

### Fundación de Coriac
Formó parte de un grupo de hombres que, a partir de reflexiones iniciadas en 1975, terminarían por fundar, a principios de 1990, el Colectivo de Hombres por Relaciones Igualitarias (Coriac), cuyo objetivo es erradicar la violencia de género y construir relaciones más equitativas y respetuosas entre mujeres y hombres. El análisis que él inició comenzó en 1993 en el llamado "Proyecto de estudios de la masculinidad y sus implicaciones sociales", dentro del Programa Universitario de Estudios de Género (PUEG) de la UNAM.[cita requerida]

### Crítica masculinista
Los masculinistas han censurado la exclusión que hacía Cazés de la decisión masculina en los casos de aborto.[cita requerida]

## Asociaciones nacionales e internacionales
Daniel Cazés fue miembro de diversas asociaciones académicas mexicanas e internacionales del área de la antropología, la lingüística, la comunicación, la democracia y el género, y colaboró en proyectos en Costa Rica, Nicaragua, Argentina, Suecia, Francia, Dinamarca, Italia y Estados Unidos.[cita requerida]
Presentó conferencias y talleres para la Organización Panamericana de la Salud, el Programa de Naciones Unidas para el Desarrollo y la Organización Internacional del Trabajo.[cita requerida]

## Participación política
Militó en el Partido Comunista Mexicano, del que fue expulsado, y fue uno de los fundadores del Partido Socialista Unificado de México (1981) y del Partido de la Revolución Democrática (1989), en el cual nunca llegó a militar.[cita requerida]

## Obras
Autor de diez libros (entre ellos, El tiempo en masculino), coautor de 11 obras y 
autor de más de 100 textos especializados en lingüística, antropología, cuestión étnica, universidad, democracia y género, entre ellos:
- "Indigenismo en México. Pasado y presente", en Historia y sociedad (1963)
- "El pueblo matlatzinca de San Francisco Oxtotilpan y su lengua" (1965)
- prólogo de El desarrollo del subdesarrollo, de A. G. Frank (1967)
- Tres culturas en agonía (con S. Arguedas, F. Carmona y J. Carrión, 1969)
- Los revolucionarios (1971)
- Epigraphie Maya et linguistique mayanne (París, 1975)
- "Memorias de mi relación con el feminismo y las feministas", en Fem (1981).
- La Universidad Autónoma de Puebla en 1981 (introducción y coordinación, 4 tt., 1984-1985)
- La restructuración de la Universidad Autónoma de Puebla (1984)
- "Con el feminismo en casa", en DobleJornada (1989), suplemento del periódico La Jornada.
- "Democracia y desmasificación en la universidad pública", en Universidad Nacional y democracia, de S. Zermeño, cooordinador (1991).
- Relato a muchas voces. Memorial del 68 (selección, edición y prólogo), Serie Atrás de la Raya. Desarrollo de Medios/La Jornada, 2a. ed., México (junio de 1994), y Una crónica del 68.
- "Normas del hombre verdadero en Kafka y Sartre. Pasos para una metodología de la masculinidad crítica", en Actas del XIII Congreso Internacional de Ciencias Antropológicas y Etnológicas
- "Desesperanza y posmodernidad. A 48 años de Hiroshima y Nagasaki", en "La Jornada Semanal", suplemento dominical de La Jornada (1993).
- "God y Alá", en "La Jornada Semanal", suplemento dominical de La Jornada (1993).
- "Autonomía universitaria y estado en México", en El nuevo Estado mexicano, coord. J. Alonso.
- Tecnología ciudadana para la democracia (con E. Calderón)
- "La dimensión social del género: posibilidades de vida para mujeres y hombres en el patriarcado", en Antología de la sexualidad humana.
- "Masculinidad y pareja en la Carta al padre, de Kafka", en La pareja o Hasta que la muerte nos separe: ¿Un sueño imposible?, coord. T. Döring (1994).
- Volver a nacer. Memorial del 85 (introducción y coordinación)
- "Desmasificación universitaria", en Democracia y pluralidad en la universidad.
- "Masculinidades de hoy: realidad y alternativas", en DobleJornada (1995), suplemento del periódico La Jornada.
- Las elecciones presidenciales de 1994 (con E. Calderón). Testimonios de observadores. Memorial de las elecciones de 1994 (estudios y coordinación), Metodología de la observación ciudadana, libro electrónico, coordinación, Prólogo a Democracia y medios: un binomio inexplorado de F. Toussaint, y Directorio Electrónico Nacional de la Investigación en Ciencias y Humanidades (1996).
- «Metodología de género en los estudios de hombres», en "La investigación sobre las mujeres en América Latina (Managua y Guadalajara)", capítulo 6 de Las alzadas, coord. S. Lovera y N. Palomo.
- "Taller de género", con M. Lagarde (1997).
- "Memorial de Chiapas. Pedacitos de historia" (convocatoria y coordinación)
- "La creación de alternativas" (estudio preliminar y coordinación)
- "El DF en 1997: los retos del gobierno y de la sociedad civil" (coordinación con L. Álvarez) (1997)
- "1968 en 1998", guion para la escenificación en la exposición 30 años después en la UNAM.
- "El 68 en 1998". Revista X, "Work among men in Latin America. Investigation and practices, results and experiences" en Seminar on men, family formation and reproduction (Lieja-Buenos Aires)
- La creación de Subdelegaciones de Cultura, Educación y Género en las Delegaciones del Gobierno de la Ciudad de México, Tlalpan DF.
- "El feminismo y los hombres", Revista UNAM y "La perspectiva de género. Guía para la formulación, la puesta en marcha, el seguimiento y la evaluación de investigaciones y acciones gubernamentales y cívicas" (con la asesoría de M. Lagarde y la colaboración de B. Lagarde, 1998).
- "Paternidades vividas y paternidades vislumbradas al final del milenio", en Coloquio del Día del Padre, y "Algunos hombres en El segundo sexo" en Jornadas de Homenaje a Simone de Beauvoir en el 50 aniversario de la publicación de El segundo sexo (Buenos Aires, 1999).

Editó más de 40 textos, tradujo y realizó ediciones críticas de decenas de publicaciones. Fue miembro fundador, vocal ejecutivo y editor del Boletín de la Comisión Internacional para el Estudio de la Escritura Maya (1964-1967) y secretario ejecutivo de la Asociación Latinoamericana para la Investigación Lingüística mediante Equipos Mecánico-Electrónicos y editor de sus Cuadernos.

## Actividades en los medios de comunicación
Produjo programas radiofónicos, produjo y dirigió la película Día de Muertos en San Juan Atzingo y fue colaborador en los periódicos La Jornada, Unomásuno y El Financiero y en la revista El Machete.

## Vida personal
Daniel Cazés fue pareja de Madalena Sancho, con quien tuvo dos hijos: Ari Cazés e Ilya Cazés.[cita requerida]